# Referendum w Rumunii w 2009 roku
Referendum w Rumunii w 2009 roku – referendum, zorganizowane z inicjatywy prezydenta Traiana Băsescu na temat propozycji reformy struktur parlamentu, przeprowadzone 22 listopada 2009 razem z I turą wyborów prezydenckich. W referendum obywatele opowiedzieli się za proponowanymi zmianami. 

## Geneza i organizacja referendum
W październiku 2009 urzędujący prezydent Băsescu i jednocześnie kandydat w wyborach prezydenckich wyszedł z inicjatywą reformy struktury parlamentu i przeprowadzenia w tej sprawie referendum o charakterze konsultacyjnym. Prezydent proponował przekształcenie dwuizbowego parlamentu w jednoizbowy (likwidacja Senatu), przy jednoczesnym zmniejszeniu jego liczebności do co najwyżej 300 deputowanych. Według stanu obecnego, Parlament Rumunii składa się z 334-osobowej Izby Deputowanych i 137-osobowego Senatu. Băsescu opowiedział się także za wprowadzeniem większościowej ordynacji wyborczej w miejsce obowiązującej ordynacji mieszanej. Argumentował, że mniejszy i  jednoizbowy parlament będzie bardziej efektywny oraz przyniesie państwu znaczące oszczędności (jeden deputowany ma kosztować państwo 10 tys. euro miesięcznie). Powoływał się przy tym na przykład Stanów Zjednoczonych, które, przy ponad 300 mln mieszkańców, posiadają 525 deputowanych i senatorów, podczas gdy w 22-milionowej Rumunii jest ich 471.   
Propozycji organizacji referendum sprzeciwiły się trzy opozycyjne partie: PSD, PNL oraz UDMR. 14 października 2009 negatywną opinię w tej sprawie, głosami 18 do 12, uchwaliła komisja parlamentarna. 21 października 2009 parlament, głosami dysponującej większością opozycji, opowiedział się przeciw organizacji referendum. Jego uchwała miała jednak tylko charakter konsultacyjny. Opozycja zarzuciła prezydentowi zamiar "wypaczenia kampanii prezydenckiej" i wykorzystania antyparlamentarnych nastrojów w społeczeństwie. 
22 października 2009 prezydent podpisał dekret o organizacji referendum 22 listopada 2009, w dniu I tury głosowania w wyborach prezydenckich. Zgodnie z nim, wyborcy odpowiedzieli na dwa pytania, znajdujące się na dwóch oddzielnych kartach:
1. Czy opowiada się Pan(i) za jednoizbowym Parlamentem?
2. Czy opowiada się Pan(i) za zmniejszeniem liczby parlamentarzystów do maksimum 300 osób?[1]

## Wyniki referendum
Według oficjalnych wyników, 77,8% głosujących poparło plan likwidacji Senatu, a 88,8% opowiedziało się za redukcją liczby parlamentarzystów. Referendum zostało uznane za ważne, jako że wzięło w nim udział ponad 50% uprawnionych do głosowania.
|         | Pytanie nr 1 | 6 740 213 | 77,78% | 1 925 209 | 22,22% | 653 234 | 9 311 797 (50,95%) |
|         | Pytanie nr 2 | 7 765 573 | 88,84% | 975 252   | 11,16% | 578 477 | 9 320 240 (50,95%) |
| Źródło: |              |           |        |           |        |         |                    |